# Óscar Álvarez Sanjuán
Pour les articles homonymes, voir Álvarez et Sanjuan.
Óscar Álvarez Sanjuán, né le 9 juin 1977 à Barcelone, est un footballeur espagnol qui jouait au poste de défenseur. Il est le fils de l'ancien joueur du FC Barcelone Quique Costas, et le frère du footballeur Quique Álvarez.

## Biographie
Óscar Álvarez se forme à partir de 1989 à La Masia, le centre de formation du FC Barcelone. Il passe par toutes les équipes de jeunes avant de jouer avec le FC Barcelone C de 1995 à 1997. Il joue ensuite avec le FC Barcelone B de 1997 à 1999, en Segunda División B, puis en deuxième division. Il débute avec l'équipe première du Barça le 24 mars 1998 face à l'UE Lleida lors d'un match de la Copa Catalunya. C'est son seul match officiel avec le Barça.
En 1999, il rejoint le Real Oviedo en première division mais il ne joue que trois matches de championnat. Lors de la saison 2000-2001, il retourne à l'UE Lleida (D2) sous forme de prêt, où il joue 24 matches de championnat. Il retourne ensuite à Oviedo, relégué entretemps en D2, pour la saison 2001-2002, où il est titulaire (32 matches joués).
Lors de l'été 2002, il est recruté par le CD Tenerife (D2), où il reste trois saisons, sans parvenir à être titulaire. Puis, en 2005, il rejoint le Gimnàstic de Tarragona, qui parvient à monter en D1 au terme de la saison, mais Óscar joue peu (4 matches).
En 2006, il rejoint l'Orihuela CF (Segunda División B), où il reste jusqu'en 2008. Ensuite, en 2008, il est recruté par le Girona FC (D2), où il joue peu.
Il joue la saison 2010-2011 avec L'Hospitalet en Segunda División B. De 2011 à 2014, il joue avec l'UE Llagostera en Segunda División B. Lors de la saison 2013-2014, le club monte en D2. Il met alors un terme à sa carrière de joueur, et devient entraîneur.
Le bilan de la carrière d'Óscar Álvarez en championnat s'élève à 3 matchs en première division (0 but), 136 matchs en deuxième division (6 buts), et enfin 196 matchs en troisième division (6 buts).